# Larsmäss
Larsmäss firades förr på Laurentiusdagen den 10 augusti. Enligt Bondepraktikan, om dagen var vacker, kunde man förvänta sig en god höst. Om solen sken klart på Larsmäss kunde man vänta sig en mild höst, men en sträng och besvärlig vinter.